# Wilkes-Barre
Pour les articles homonymes, voir Wilkes et Barre.
La ville de Wilkes-Barre est le siège du comté de Luzerne dans le nord de la Pennsylvanie et la ville centrale de la vallée du Wyoming (en). Sa population est de 44 328 habitants lors du recensement de 2020. 

## Historique
Les origines de la ville remontent au début du XVIIIe siècle avec la présence d’Amérindiens dans la vallée du Wyoming. En 1769, un groupe de colons mené par John Durkee arrive dans la vallée et s'y installe. L'endroit prend alors le nom composé de Wilkes-Barre en l'honneur de John Wilkes et Isaac Barré (fils d'un huguenot français), deux députés anglais du Palais de Westminster qui soutiennent l'effort de colonisation en Amérique du Nord.

## Démographie
| Groupe            | Wilkes-Barre | Pennsylvanie | États-Unis |
| ----------------- | ------------ | ------------ | ---------- |
| Blancs            | 55           | 73,5         | 58         |
| Latino-Américains | 25           | 8,1          | 19         |
| Afro-Américains   | 14           | 10,5         | 12,1       |
| Asiatiques        | 1,8          | 3,4          | 6,2        |
| Métis             | 4            | 3,3          | 4,1        |
| Amérindiens       | 0,14         | 0,1          | 0,9        |
| Autres            | 0,51         | 0,4          | 0,5        |
| Total             | 100          | 100          | 100        |

Selon l'American Community Survey, pour la période 2011-2015, 87,23 % de la population âgée de plus de 5 ans déclare parler l'anglais à la maison, 8,69 % déclare parler l'espagnol, 0,85 % le français, 0,57 % une langue chinoise, 0,59 % l'arabe et 2,07 % une autre langue.

## Transports
Wilkes-Barre est desservie par l'aéroport international de Wilkes-Barre/Scranton.

## Sports
La ville est associée depuis 1999 à la ville de Scranton pour l'équipe de hockey sur glace de Penguins de Wilkes-Barre/Scranton de la Ligue américaine de hockey. Cette association existe aussi pour l'équipe de baseball des RailRiders de Scranton/Wilkes-Barre, évoluant en Triple-A dans la ligue internationale, étant affiliés aux Yankees de New York.
Les deux villes sont également associées pour l'équipe des Pioneers de Wilkes-Barre/Scranton, équipe de football américain de la ligue arenafootball2.
Les deux franchises jouent leur match dans l'arèna Mohegan Sun Arena at Casey Plaza, située à Wilkes-Barre et construite en 1998.
Dans les années 1940 à 1970, la ville possédait l'une des meilleures équipes du pays en basket-ball avec les Barons de Wilkes-Barre ; une époque où les ligues professionnelles n'étaient pas éclipsées par la NBA.

## Source
- (en) Cet article est partiellement ou en totalité issu de l’article de Wikipédia en anglais intitulé « Wilkes-Barre, Pennsylvania » (voir la liste des auteurs).

1. ↑  « Explore Census Data », sur data.census.gov (consulté le 11 novembre 2024)
2. ↑  « Explore Census Data », sur data.census.gov (consulté le 11 novembre 2024)
3. ↑  (en) « American FactFinder - Results », sur factfinder.census.gov (consulté le 26 mars 2017)